# بيت جندي
بيت جندي (بالإنجليزية: Soldier's Home)‏ قصة قصيرة من تأليف الكاتب الأمريكي إرنست همنغواي. نُشِرت القصَّة للمرة الأولى في عام 1925، ضمن كتاب نُشِر من قبل مجلة «كونتاكت» (Contact)، ثُمَّ نُشِرت مرة أخرى في نفس السنة مضمَّنة في مجموعة قصص قصيرة من تأليف همنغواي تحت مُسمَّى «في وقتنا». الشخصية الرئيسية في القصة هو هارولد كريبز، جندي يعود إلى وطنه في أوكلاهوما بعدما شهد خمساً من أعنف معارك الحرب العالمية الأولى: معركة بيلو وود، معركة سواسون، معركة شامبين، معركة سان مييل، معركة غابة أرجون. يعيش كريبز في منزل والديه، ويعامله والداه نفس معاملته قبل ذهابه إلى الحرب، غير مدركين تأثير الحرب عليه وعلى نفسيته. في نهاية القصة يعزم كريبز على الرحيل إلى مدينة كنساس بحثاً عن وظيفة يشغلها.
يستعمل همنغواي أسلوباً تصويرياً في وصفه الأحداث والتفاصيل في القصة، ويظهر أسلوبه المعروف بـ«الجبل الجليدي» بوضوح.